# López de Micay
López de Micay ist eine Gemeinde (municipio) im Departamento Cauca in Kolumbien.

## Geographie
López de Micay liegt im Westen von Cauca in der Provincia de Occidente, 83 km (Luftlinie) von Popayán entfernt auf einer Höhe von 130 Metern an der kolumbianischen Pazifikküste und hat eine Temperatur von 27 bis 37 °C. An die Gemeinde grenzen im Norden Buenaventura im Departamento Valle del Cauca, im Osten Buenos Aires und Morales, im Süden Timbiquí und El Tambo und im Westen der Pazifik.

## Bevölkerung
Die Gemeinde López de Micay hat 20.867 Einwohner, von denen 6271 im städtischen Teil (cabecera municipal) der Gemeinde leben (Stand: 2019).

## Verkehr
López de Micay verfügt über einen kleinen Regionalflughafen (IATA-Code: LMX).